# Амман, Альберто
Альберто Амман (исп. Alberto Ammann; родился 20 октября 1978 года в Кордове, Аргентина) — испанский актёр кино и телевидения аргентинского происхождения. Наиболее известен по роли Хуана Оливера в фильме «Камера 211». За эту роль получил премию «Гойя» в номинации Лучший мужской актёрский дебют.

## Биография
В 1978 году, через месяц после своего рождения, переехал с родителями в Испанию, бежав от последней диктатуры. В 1982 его семья вернулась на родину, позже сам Альберто уезжает в Испанию для продолжения образования.
14 февраля 2010 года на XXIV церемонии вручения премии «Гойя» получил награду за лучший дебют в фильме «Камера 211».
В 2015, Альберто получил роль одного из глав картеля Кали в сериале Narcos. В 2017 году актёр снялся в другом сериале для Netflix — «Apache», где сыграл роль журналиста Мигеля.

## Фильмография
| Год  |   | Русское название                       | Оригинальное название    | Роль                 |
| ---- | - | -------------------------------------- | ------------------------ | -------------------- |
| 2009 | ф | Камера 211                             | Celda 211                | Хуан Оливер          |
| 2010 | ф | Лопе де Вега: Распутник и соблазнитель | Lope                     | Лопе де Вега         |
| 2011 | ф | Ева: Искусственный разум               | Eva                      | Давид                |
| 2012 | ф | Захватчик                              | Invasor                  | Пабло                |
| 2013 | ф | Диссертации на убийство                | Tesis sobre un homicidio | Гонсало              |
| 2013 | ф | Зажигание                              | Combustión               | Навас                |
| 2013 | ф | Экстрасенс 2: Лабиринты разума         | Mindscape                | Том                  |
| 2014 | ф | Бетибу                                 | Betibú                   | Мариано              |
| 2015 | ф | Сделка Оливера                         | Oliver's Deal            | Рикардо              |
| 2015 | с | Нарко                                  | Narcos                   | Пачо Эррера          |
| 2016 | с | Марс                                   | Mars                     | Хавьер Дельгадо      |
| 2018 | с | Нарко: Мексика                         | Narcos: Mexico           | Эльмер «Пачо» Эррера |
| 2022 | ф | Передозировка                          | Overdose                 | Эдуардо Гарсия       |
| 2022 | ф | Границы безумия                        | Upon Entry               | Диего                |